# قائمة شخصيات الشفق
هذه قائمة بأسماء شخصيات سلسلة الغسق للكاتبة ستيفاني ماير الموجودة في روايات الشفق، قمر جديد، كسوف الشمس، والفجر المكسور.

## الشخصيات الرئيسية

### إدورد كولن
كانت ام إدوارد كولن تحتضر في المشفى وقبل ان تموت اوصت الدكتور كارلايل كولن بان يرعى ابنها إدوارد البالغ من العمر 17 عام
وهي على معرفة بسر الدكتور كارلايل بانه مصاص دماء فأوصته بان يحول ادوار لمصاص دماء وماتت وعندما كان إدوارد يحتضر ولم يبقى من عمره سوى دقائق معدودة حوله الدكتور كارلايل إلى مصاص دماء
يلعب دور إدوارد كولن الممثل: روبرت باتينسون

### أليس كولن
أخت إدوارد كولن و زوجة جاسبر، شغوفة بالموضة، تستطيع أن ترى المستقبل.

### روزالي هايل
روزالي هيل هي ابنة بالتبني للكارلايل كولين وآلس كولن. بالتبني أخت جاسبر هيل وكذلك إدوارد كولين وأليس. وزوجة ايميت كولين. سنها الفعلي هو 18 عاما، ولدت عام 1915 في روتشستر, نيويورك. روزالي الموصوفة بأنها جميلة للغاية، حتى بالنسبة لمصاصي الدماء، فهي طويلة القامة، وشقراء الشعر الطويل المتموج. بينما كانت بشرية، وقالت لتكون امرأة أنيقة، والعينين بلون البنفسج. في الخسوف، وقالت انها توضح لها النفس البشرية، دون جدوى، أنانية، وسطحية، ويسر مع جمالها الجسدي ورغبة منها إلى الأبد من الاهتمام. تولى رجل ثري يدعى رويس الملك الشاب الثاني لها مصلحة في وسرعان ما أصبح الاثنان وتصدت لها، مع روزالي الحريصة على أن يكون حفل زفاف خيالية، ويعيش في منزل كبير باهظ الثمن.
نيكي ريد تلعب بدور روزالي هايل في سلسلة من الأفلام الشفق.

### إيمت كولن
زوج روزالي هيل قوي البنية استطاعت بيلا سوان بعد زواجها و تحولها إلى مصاصة دماء أن تهزمه.

### رينزمي كولن
هي ابنة ادورد كولن وبيلا سوان نصف بشرية نصف خالدة لانها ولدت قبل ان تتحول بيلا إلى مصاصة دماء وأول ظهور لها في الفيلم في آخر جزء من سلسلة أفلام الشفق

## وصلات خارجية
- الموقع الرسمي للكاتبة ستيفاني ماير
- الموقع الرسمي لسلسلة الغسق